# Gabriel Lamé
Gabriel Lamé, detto Lamé de La Droitière (Tours, 22 luglio 1795 – Parigi, 1º maggio 1870), è stato un matematico e fisico francese.
Gabriel Lamé ha lavorato sulla teoria dell'elasticità e l'equazione del calore. Ha dato contributi essenziali alla teoria delle equazioni differenziali parziali attraverso l'uso delle coordinate curvilinee. Nel suo lavoro sulle coordinate curvilinee ha introdotto le funzioni di Lamé e l'equazione di Lamé. I coefficienti {\displaystyle h_{i}} nelle coordinate curvilinee sono ancora oggi denominati "Coefficienti di Lamé". La sua opera è stata continuata, fra gli altri, da Riemann, Darboux, Poincaré, Ricci e Levi-Civita.

## Biografia
Gabriel Lamé era figlio di Gabriel François Lamé, commerciante di Tours e poi intendente militare, e di Julie Madeleine Goislard de La Droitière. Sposò Marguerite Jeanne Fortunée Bertin de Géraudon (8 luglio 1795, Haguenau – 5 febbraio 1870, Parigi), figlia di Jacques Bertin, naturalista, e Jeanne de Geraudon. Ebbero tre figli: due maschi (uno divenne colonnello d'artiglieria) e una femmina, sposata con Eugène de Fourcy. Gabriel Lamé era lo zio del fisico Alfred Potier.

### Studi
Dopo aver studiato a Parigi al Lycée Louis-le-Grand, Lamé entrò all'École Polytechnique (1814–1818) e poi all'École des Mines de Paris (1818–1820) come studente di ingegneria mineraria. Compagno di classe e amico di Émile Clapeyron, Lamé venne inviato con lui a San Pietroburgo nel 1820 per formare gli studenti del Corpo del Genio, creato nel 1809 e diretto da Augustin Betancourt. Per undici anni insegnarono calcolo differenziale e integrale, meccanica razionale, fisica, meccanica applicata, fisica applicata e scienza delle costruzioni. Il governo affidò ai due giovani francesi anche la progettazione di ponti sospesi, che, uniti ai lavori di Lamé sulla stabilità delle volte, lo portarono a studiare la teoria dell'elasticità. In questi campi ottiene diversi risultati fondamentali.
Con Clapeyron, Lamé scrisse una “ Memoria sull'equilibrio interno dei corpi solidi omogenei » destinato all'Accademia francese delle scienze e presentato da Louis Poinsot e Henri Navier nel 1828. In questo testo appare per la prima volta il concetto di ellissoide di stress. Dopo gli eventi del luglio 1830, le tensioni diplomatiche tra la Francia e lo Zar di Russia peggiorarono improvvisamente e i due ingegneri minerari dovettero rientrare in Francia: Clapeyron nel novembre 1831 e Lamé nel dicembre.
Il 27 aprile 1832, Lamé e Clapeyron furono entrambi promossi ingegneri minerari di prima classe. Lamé venne eletto all'Accademia delle Scienze il 26 marzo 1832 con 43 voti su 49 elettori, superando altri due candidati.
Tre mesi dopo il suo ritorno fu nominato professore di fisica all'École Polytechnique, succedendo a César Despretz, dal 1832 al 1843. In seguito insegnò alla Facoltà delle scienze di Parigi dal 1851, succedendo a Guglielmo Libri Carucci dalla Sommaja nella cattedra di calcolo delle probabilità, e anche in quella di fisica matematica fino al 1863, quando dovette essere sostituito da Marcel Verdet a causa della sua sordità. Nel 1864 fu nominato membro del Bureau des longitudes.
Nel 1836, mentre era ancora professore all'École Polytechnique, entrò nella Compagnia ferroviaria Parigi-Saint-Germain dei fratelli Pereire per studiare il percorso della linea ferroviaria passeggeri Parigi-Le Pecq, con Eugène Flachat, Émile Clapeyron e Stéphane Mony, tutti saint-simoniani.
Nel 1851 divenne professore di calcolo delle probabilità e di fisica matematica alla Sorbona.

## Contributi scientifici
Saint-Simoniano convinto, fece parte di quella generazione di politecnici che, convinti della necessità di un insegnamento scientifico di qualità, partecipano allo sviluppo della "fisica matematica razionale" (citiamo Poisson, Navier, Coriolis, Saint-Venant, Darcy). «Eliminare per sempre la divisione della scienza in matematica pura e matematica applicata» Nel suo schema di riforma dell'insegnamento delle scienze, definisce tre obiettivi: l'obiettivo razionale è esercitare e nutrire la facoltà del ragionamento; L'obiettivo pratico è far conoscere le formule e le regole nelle scienze applicate; L'obiettivo progressivo propone di ispirare il gusto della ricerca per accelerare il progresso: «Ecco fino a che punto può arrivare l'influenza di un programma didattico. È una leva che i governi possono utilizzare per trasformare, in una certa misura, lo spirito e il ritmo di una nazione. Solo attraverso l'insegnamento razionale, questa nazione diventerà razionale, senza attività. Attraverso l'insegnamento pratico, sarà attivo, ma di routine. Attraverso un insegnamento progressivo, la sua attività sarà costantemente creativa».

### Matematica

#### Notazione di Lamé
Lamé divenne particolarmente noto per il suo lavoro sulle coordinate curvilinee, per le quali ideò delle notazioni utilizzate ancora oggi nel contesto del calcolo tensoriale. Tra questi sistemi di riferimento curvilinei vale la pena menzionare le quadriche omofocali. La ricerca di soluzioni all'equazione di Laplace su geometrie particolari (cilindri, triangoli, ecc.) lo portò allo studio di alcune curve simili a ellissi, oggi chiamate curve di Lamé:
{\displaystyle \left|\,{x \over a}\,\right|^{n}+\left|\,{y \over b}\,\right|^{n}=1}
dove n è un numero reale positivo.
Lamé studiò anche i modi normali di oscillazione e introdusse nuove funzioni, come le funzioni di Lamé di cui fanno parte le armoniche ellissoidali. Le funzioni A, B, C che egli introdurrà saranno analoghe alle funzioni ellittiche di Jacobi introdotte da Jacobi (1827), sn(x,k), cn(x,k) e dn(x,k). Nella fisica matematica troviamo utilizzata l'una o l'altra notazione a seconda dei casi. Il suo allievo Émile Mathieu, proseguendo questo lavoro, descriverà l'equazione di Mathieu.

#### Algoritmi
Lamé è noto anche per la sua analisi della complessità algoritmica dell'algoritmo di Euclide. Utilizzando la sequenza di Fibonacci, dimostrò che questo algoritmo calcola il Massimo comun divisore degli interi a e b, dove a è strettamente maggiore di b, in non più di 5k passaggi, dove k è il numero di cifre decimali di b.

#### Ultimo teorema di Fermat
Contribuì anche allo studio dell'ultimo teorema di Fermat. Risolse l'equazione x ? + y ? = z ? nel caso speciale n = 7. La dimostrazione fu pubblicata nel 1839. Lavorò, senza successo, alla dimostrazione completa di questo teorema. Riteneva di aver trovato una dimostrazione, ma questa si rivelò fallace.

## Pubblicazioni

### Libri
- (FR) Examen des différentes méthodes employées pour résoudre les problèmes de géométrie, Vve Courcier, 1818,  p. 164..
- (FR) Théorie des corps solides élastiques, 1827?,  p. 562..

Questo libro contiene i tre articoli seguenti:
- - (FR) Mémoire sur les lois du mouvement des fluides, in Mémoires de l'Académie des sciences de l'Institut de France, 6, année 1823.;
  - (FR) Mémoire sur les lois de l'équilibre et du mouvement des corps solides élastiques, in Mémoires de l'Académie des sciences de l'Institut de France, vol. 7.;
  - (FR) Mémoire sur l'équilibre intérieur des corps solides homogènes, in Mémoires de l'Académie des sciences de l'Institut de France, 1833..
- (FR) Vues politiques et pratiques sur les travaux publics en France, Éverat, 1832,  p. 335..
- (FR) Plan d'écoles générale et spéciales pour l'agriculture, l'industrie manufacturière, le commerce et l'administration, impr.-libr. Bachelier, 1833,  p. 135.
- (FR) Cours de physique de l'École polytechnique, impr.-libr. Bachelier, 1836-1837.:
  - tome 1 ; tome 2: premiere partie , 2e partie ;
  - Seconde édition de 1840: tome 1 ; tome 2 ; tome 3 .
- (FR) Esquisse d'un traité de la république, impr.-libr. Bachelier, 1848,  p. 71..
- (FR) Leçons sur la théorie mathématique de l'élasticité des corps solides, impr.-libr. Bachelier, 1852,  p. 335.
- (FR) Leçons sur les fonctions inverses des transcendantes et les surfaces isothermes, impr.-libr. Mallet-Bachelier, 1857,  p. 321.
- (FR) Leçons sur les coordonnées curvilignes et leurs diverses applications, impr.-libr. Mallet-Bachelier, 1859,  p. 368.
- (FR) Leçons sur la théorie analytique de la chaleur, impr.-libr. Mallet-Bachelier, 1861,  p. 414.
- (FR) Résumé de plusieurs discours préliminaires sur les programmes des sciences exactes, Gauthier-Villars, 1866,  p. 20..
- (FR) Esquisse d'une réforme de l'enseignement des sciences, Gauthier-Villars, 1867,  p. 16, OCLC 457412296..

### Articoli
- (FR) Précis d'une course dans le pays du Hartz, in Annales des Mines, 1, vol. 7..
- (FR) Sur la stabilité des voûtes (PDF), in Annales des Mines, 1, vol. 8..
- (FR) Sur les engrenages, in Annales des Mines, 1, vol. 9.
- (FR) Description d'un pont suspendu de 1 022 pieds d'ouverture, in Annales des Mines, 1, vol. 11..
- (FR) Sur un cabestan mis en usage par M. de Bétancourt, lieutenant général au service de Russie (PDF), in Annales des Mines, 1, vol. 12..
- (FR) Mémoire sur la solidification par refroidissement d'un globe liquide (Lu à l'Académie en 1830), in Annales de chimie et de physique, 47..
- (FR) Mémoire sur l'équilibre intérieur des corps solides homogènes, in Journal für die reine und angewandte Mathematik, vol. 7.
- (FR) Mémoire sur les chemins de fer considérés du point de vue de la défense du territoire, in Notices sur les chemins de fer, impr. Guirauguet.

## Riconoscimenti
- Il suo nome è inciso sulla Torre Eiffel.
- La via Gabriel-Lamé porta il suo nome nel 12arrondissement quartiere di Parigi, nel quartiere Bercy.
- Dal 1961, il ghiacciaio Lamé nelle isole Kerguelen porta il suo nome.[14]
- Nel 1964 l'Unione Astronomica Internazionale diede il nome di Lamé a un cratere lunare.
- Fu nominato cavaliere della Legion d'Onore nel 1834, poi ufficiale il 13 agosto 1861.[15]
- Nel 1854 venne eletto membro straniero della Reale Accademia Svedese delle Scienze.
- Nel 1827 in Russia ricevette la Croce di Sant'Anna.[5]